# Mercat de la Boqueria

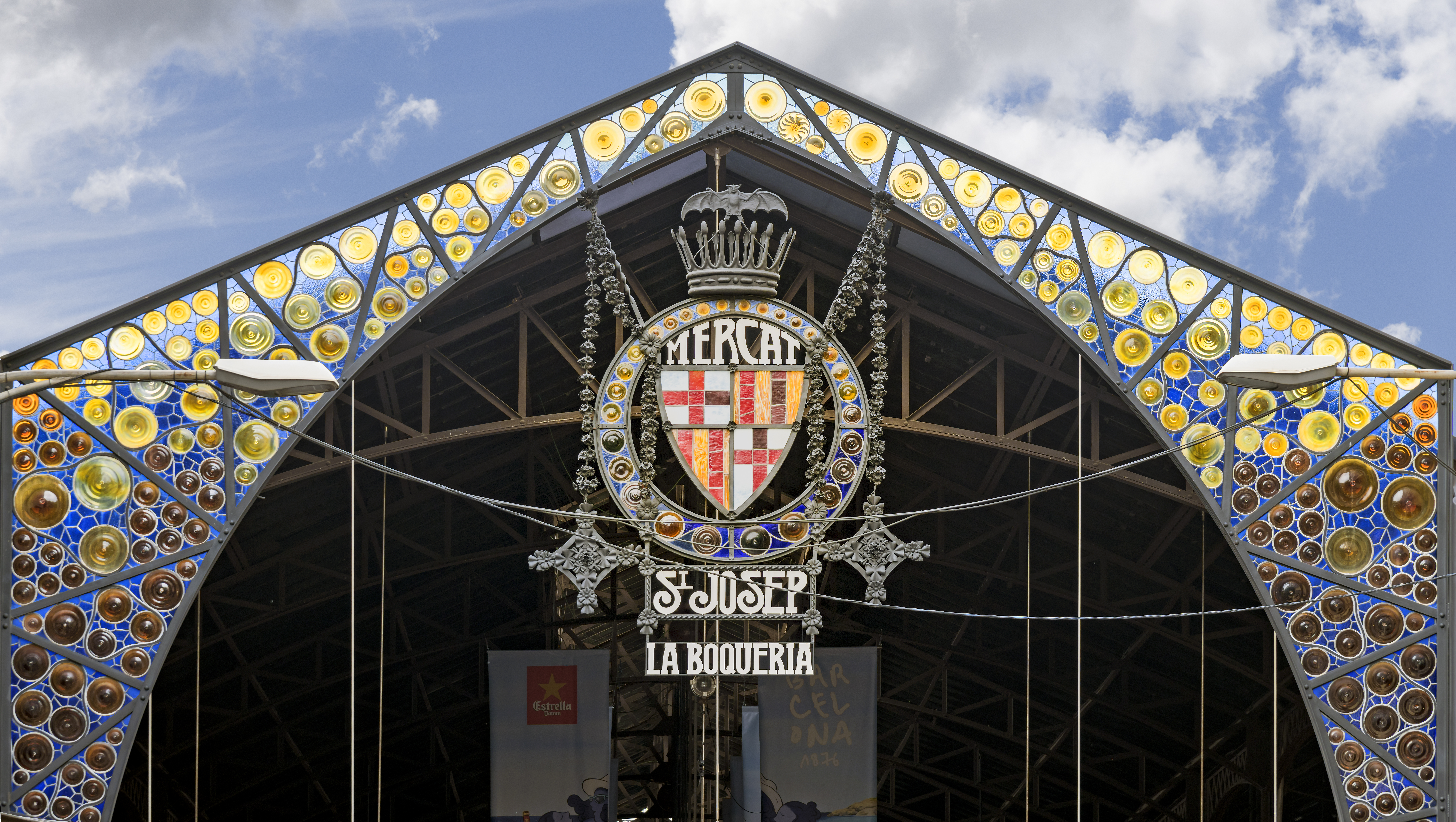
Emblem der Markthallen über dem Haupteingang

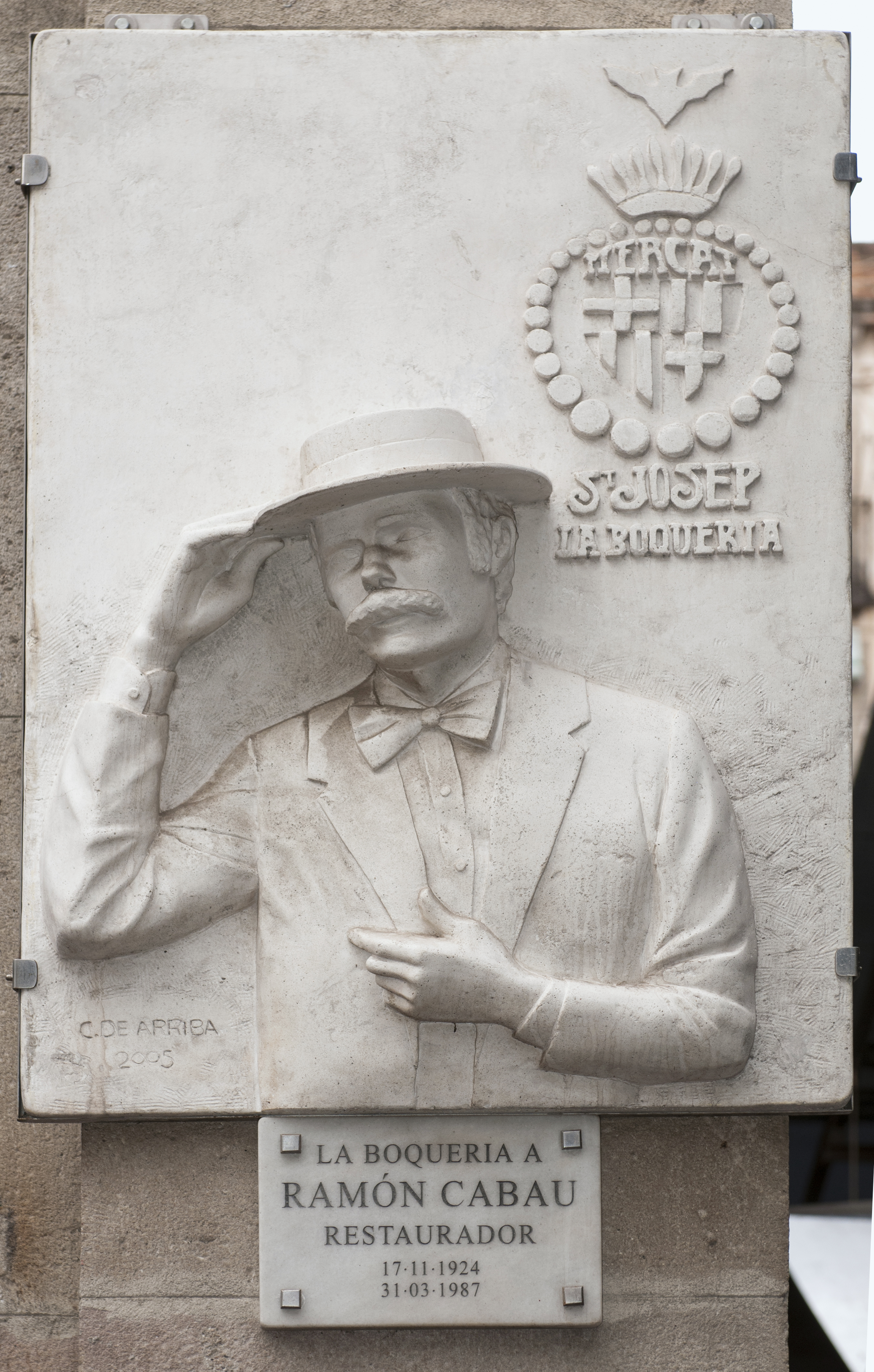
Gedenktafel für Ramón Cabau am Eingang

Die Markthallen des Mercat de la Boqueria – auch Mercat de Sant Josep oder einfach La Boqueria genannt – liegen an der Straße La Rambla in Barcelona (Spanien). Sie haben eine Fläche von 2.583 m² und sind ganz aus Glas und Stahl konstruiert.

## Geschichte
Die Markthallen gehen auf einen Straßenmarkt zurück, der an der Rambla abgehalten wurde. Seit 1217 weiß man von Tischen, die in der Nähe des ehemaligen Stadttors Boqueria aufgestellt wurden, um Fleisch zu verkaufen. Ab 1470 wurde im Dezember dort der Schweinemarkt abgehalten. Der Platz befand sich noch vor den Stadttoren Barcelonas und auch andere Händler boten dort oder in der Nähe ihre Waren feil. Man nannte den Markt damals Mercat Bornet oder (bis 1794) einfach Mercat de la Palla („Strohmarkt“).
Die Freifläche war zunächst von einem Säulengang umgeben und sollte auch bebaut werden, doch hatte sie keinen offiziellen Status und man betrachtete sie nur als Verlängerung des Marktes auf der Plaça Nova, der sich bis zur Plaça del Pi erstreckte. Später entschied man sich jedoch dazu, den Markt zu trennen und man baute an der Rambla (de Sant Josep) einen Fischmarkt und auch Stände für Metzger und Geflügelhalter.
Erst 1826 wurde der Straßenmarkt gesetzlich geregelt, und als 1835 der Konvent von Sant Josep abgerissen wurde, gestaltete man an seiner Stelle einen Platz, der der Plaça Reial aufgrund ihrer nördlichen und südlichen Arkadenreihe entfernt ähnelte. Ein Jahr später wurde der Bau eines Marktes mitten auf dem Platz geplant. Die Bauarbeiten begannen am 19. März 1840 unter Anleitung des Architekten Mas Vilà. Noch im selben Jahr wurde der Markt eröffnet, doch bis 1846 wurden immer wieder Änderungen am Plan vorgenommen und auch ausgeführt. 1848 schließlich wurde noch ein Fischmarkt hinter dem Palau de la Virreina errichtet.
1853 erhielt der Markt offiziellen Charakter. 1911 wurde der neue Fischmarkt eröffnet und 1914 wurde das Metalldach, so wie es heute zu sehen ist, eingeweiht. Der bekannte Eingang zum Markt von den Ramblas stammt vom Architekten Antoni de Falguera i Sivilla.

## Galerie
Verkaufsstände im Mercat de la Boqueria:

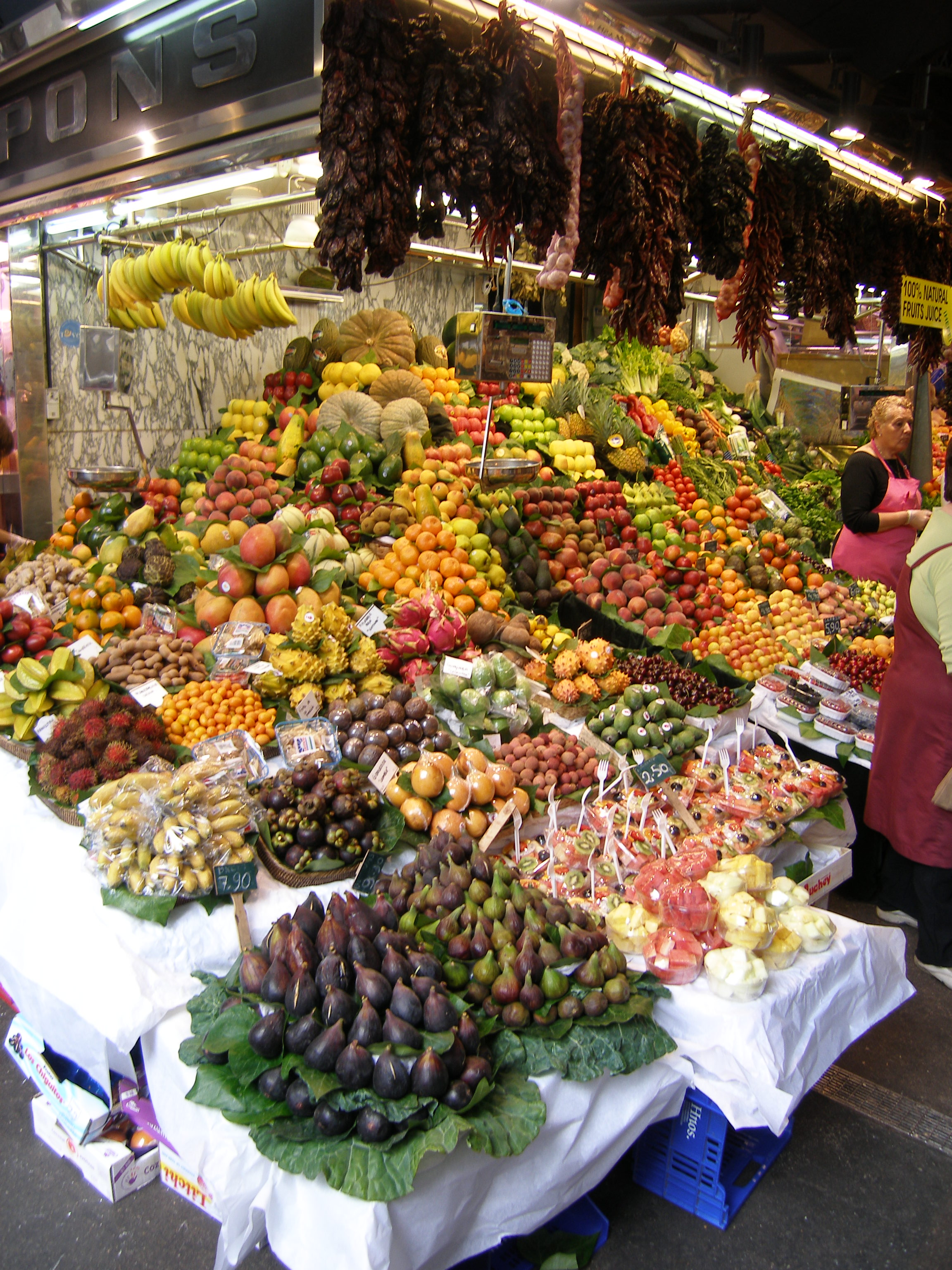
Obst und Gemüse
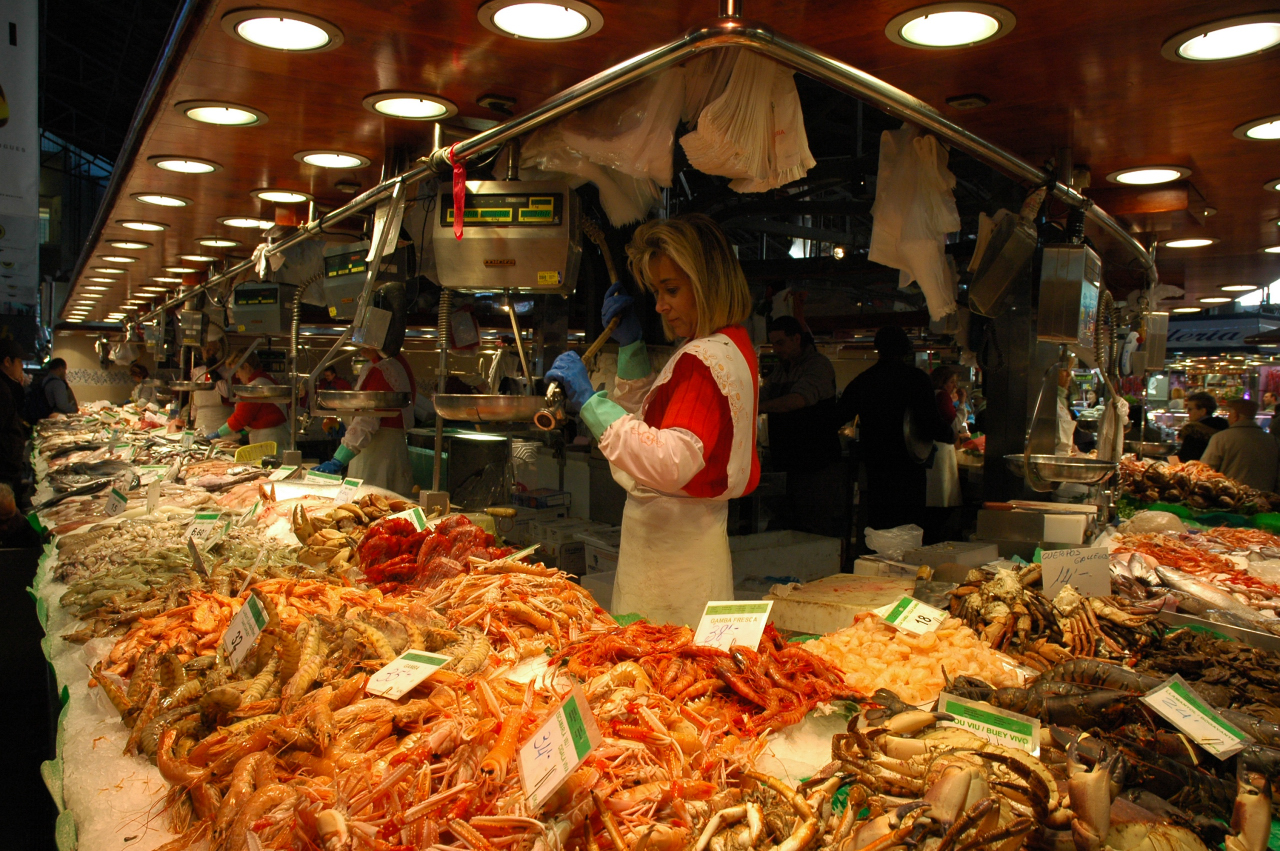
Fischwaren
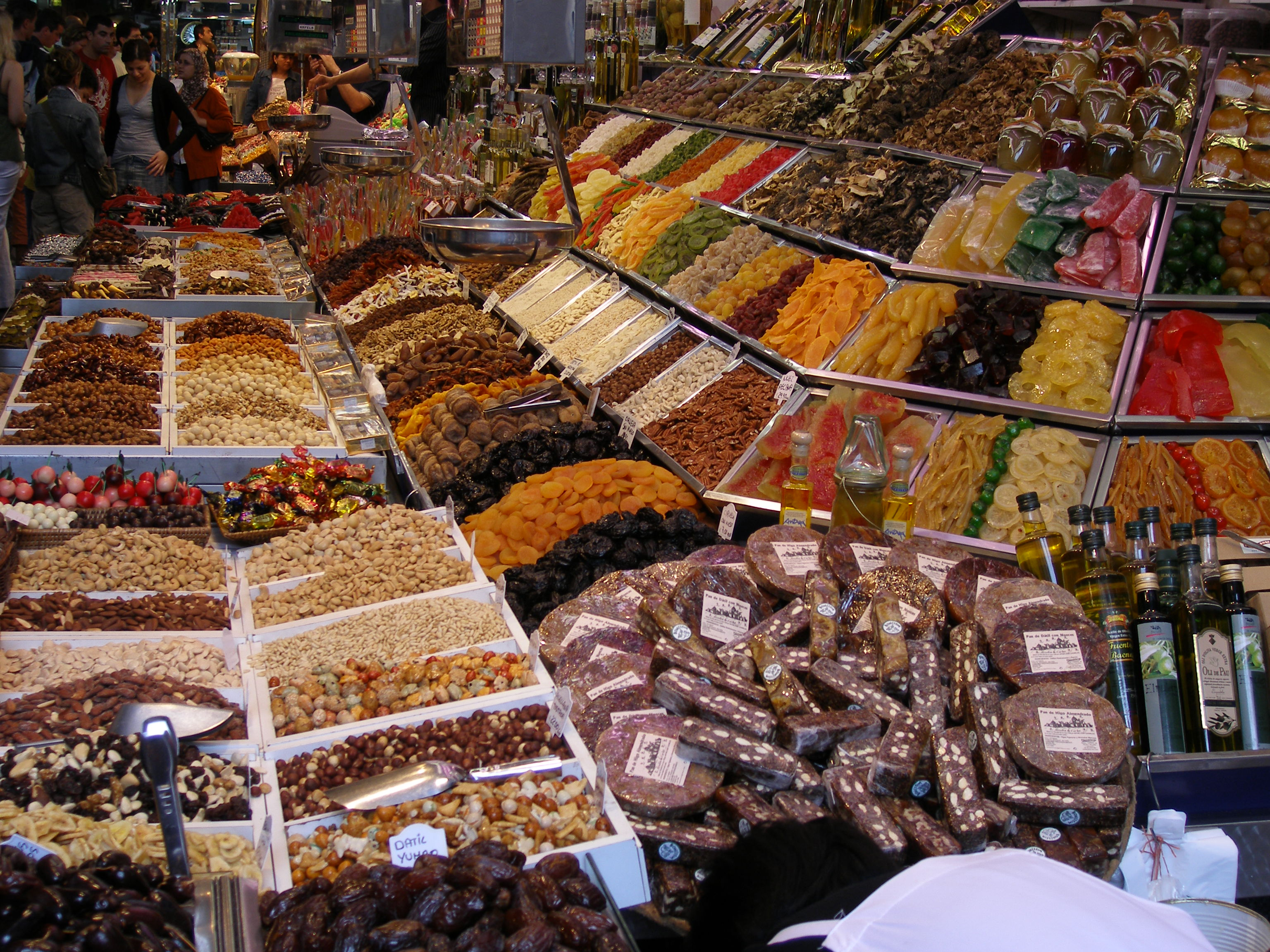
Süßwaren
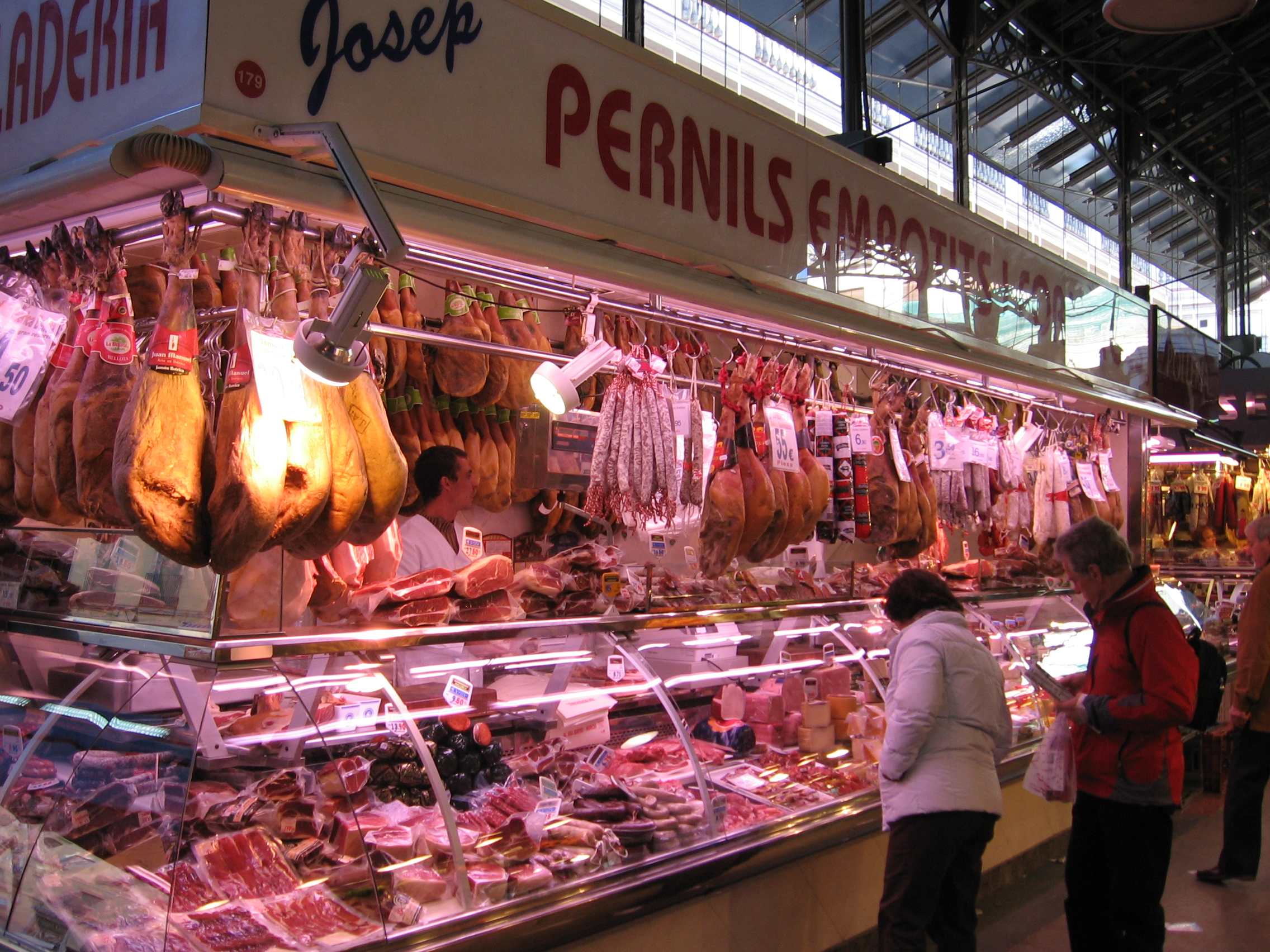
Fleischwaren und Käse

## Film
- Ferrando, Andrea und Tealdi, Stefano: Märkte – Im Bauch von Barcelona: La Boqueria. Dokumentarfilm, Deutschland, 2012, Golden Girls Filmproduktion, Laokoon, Media 3.14 S.L., ZDF, deutsche Erstsendung: 22. Februar 2013 bei arte, Märkte - Im Bauch von Barcelona (5/5) (Memento vom 18. Februar 2013 im Internet Archive), online bei YouTube.